# Vierzehen-Springmaus

Verbreitungsgebiet der Vierzehen-Springmaus

Die Vierzehen-Springmaus (Scarturus tetradactyla) ist ein im nördlichen Afrika verbreitetes Nagetier in der Familie der Springmäuse. Sie wurde längere Zeit in der Gattung Pferdespringer (Allactaga) geführt und zählte als einzige Art der Untergattung Scarturus. In den 2010er Jahren erhielt die Untergattung Anerkennung als Gattung. Zusätzlich wurden vier weitere Arten in die Gattung eingeordnet.

## Merkmale
Diese Springmaus erreicht eine Kopf-Rumpf-Länge von 102 bis 119 mm, eine Schwanzlänge von 154 bis 180 mm und ein Gewicht von 48 bis 56 g. Wie bei anderen Familienmitgliedern sind die Hinterfüße mit 51 bis 59 mm Länge sehr lang und die Ohren werden 37 bis 43 mm lang. Die Oberseite ist mit dunklem orangebraunem Fell bedeckt, während auf der Unterseite weißliches Fell vorkommt. Der Schwanz hat in Bereichen mit kurzen Haaren etwa dieselbe Farbe wie der Rücken. Die Quaste aus langen Haaren ist im vorderen Teil weiß, in der Mitte schwarz und an der Spitze weiß. Auf den Fußsohlen kommen keine Borsten, sondern weiche schwarze Haare vor.
Namensgebendes Merkmal sind die vier Zehen an den Hinterfüßen, bei denen der große Zeh fehlt und der Zeh Nummer fünf sehr klein ist. Der Kopf ist durch eine runde Form, große Augen und dunkle Ohren gekennzeichnet.

## Verbreitung
Die Vierzehen-Springmaus lebt in einem bis zu 200 km breiten Streifen entlang der nordafrikanischen Küste von der Große Syrte in Libyen bis nach Alexandria in Ägypten. Sie hält sich in Sanddünen, salzigem Marschland und in Halbwüsten mit Lehm auf.

## Lebensweise
Aufgrund der Gebisskonstruktion wird angenommen, dass die Nahrung aus Sukkulenten und anderen grünen Pflanzenteilen besteht. Ob die nachtaktive Vierzehen-Springmaus Winterschlaf hält, ist noch nicht bekannt. Die Exemplare graben einfache Erdhöhlen, bei denen die tiefsten Bereiche 60 bis 150 cm unter der Oberfläche liegen.

## Gefährdung
Landschaftsveränderungen durch Anlage von Landwirtschaftsflächen, Verkehrswegen und Gebäuden für den Tourismus bedrohen den Bestand. Weitere Beeinträchtigungen sind durch den Krieg zwischen 1995 und 2010 entstanden. Die Größe der Gesamtpopulation und der Umfang des erhaltenen passenden Habitats sind unbekannt. Die IUCN listet die Vierzehen-Springmaus mit ungenügende Datenlage (data deficient).